# Liste der Bodendenkmale in Dannau
In der Liste der Bodendenkmale in Dannau sind die Bodendenkmale der Gemeinde Dannau nach dem Stand der Bodendenkmalliste des Archäologischen Landesamts Schleswig-Holstein von 2016 aufgelistet.
| Denkmal-ID           | Befundart               | Bezeichnung                              | Zeitstellung                 | Lage | Bemerkungen | Bild |
| -------------------- | ----------------------- | ---------------------------------------- | ---------------------------- | ---- | ----------- | ---- |
| aKD-ALSH-Nr. 002 589 | Grabmal > Grabhügel     | Grabhügel                                | Vor- und/oder Frühgeschichte |      |             |      |
| aKD-ALSH-Nr. 002 590 | Grabmal > Grabhügel     | Grabhügel                                | Vor- und/oder Frühgeschichte |      |             |      |
| aKD-ALSH-Nr. 002 591 | Grabmal > Grabhügel     | Grabhügel                                | Vor- und/oder Frühgeschichte |      |             |      |
| aKD-ALSH-Nr. 002 592 | Grabmal > Grabhügel     | Grabhügel                                | Vor- und/oder Frühgeschichte |      |             |      |
| aKD-ALSH-Nr. 002 593 | Grabmal > Grabhügel     | Grabhügel                                | Vor- und/oder Frühgeschichte |      |             |      |
| aKD-ALSH-Nr. 002 594 | Grabmal > Grabhügel     | Grabhügel                                | Vor- und/oder Frühgeschichte |      |             |      |
| aKD-ALSH-Nr. 002 595 | Grabmal > Großsteingrab | Steinkammer 1                            | Neolithikum                  |      |             |      |
| aKD-ALSH-Nr. 002 596 | Grabmal > Großsteingrab | Steinkammer 1                            | Neolithikum                  |      |             |      |
| aKD-ALSH-Nr. 002 597 | Grabmal > Langbett      | Langbett/Steinreihe                      | Neolithikum                  |      |             |      |
| aKD-ALSH-Nr. 002 598 | Grabmal > Großsteingrab | Steinkammer 1                            | Neolithikum                  |      |             |      |
| aKD-ALSH-Nr. 002 599 | Grabmal > Grabhügel     | Grabhügel                                | Vor- und/oder Frühgeschichte |      |             |      |
| aKD-ALSH-Nr. 002 600 | Grabmal > Großsteingrab | Steinkammer 1                            | Neolithikum                  |      |             |      |
| aKD-ALSH-Nr. 002 601 | besonderer Stein        | Inschriftenstein/Grenzstein/Schalenstein |                              |      |             |      |